# Barbados Joe Walcott
Joe Walcott meglio conosciuto come Barbados Joe Walcott (Demerara, 13 marzo 1873 – 1º ottobre 1935) è stato un pugile britannico, originario della Guyana britannica ma cresciuto a Barbados. Da ciò, il suo "nome d'arte".

## La carriera
Divenne professionista nel 1890. Campione del mondo dei pesi welter nel 1901, fu uno dei più celebri pugili neri degli inizi del ‘900. Nat Fleischer, storico della boxe e fondatore di Ring Magazine, lo considerava il più grande peso welter della storia del pugilato.
Antagonista di Kid Lavigne, affrontò anche altri famosi pugili neri, quali Sam Langford e Joe Gans.
La International Boxing Hall of Fame lo ha riconosciuto fra i più grandi pugili di ogni tempo.
La rivista Ring Magazine lo ha classificato tra i 100 migliori pugili di ogni epoca.